# Żydowska modlitewnia w Wieliczce
Żydowski dom modlitwy i cheder znajdujący się w Wieliczce przy ulicy Wiejskiej 9 w dawnej żydowskiej osadzie Klasno (w dawnych granicach m. Siercza).
Dom modlitwy został zbudowany na początku XIX wieku jako modlitewnia dla kobiet. Budynek pełnił również funkcję chederu. Sąsiaduje od północnego wschodu ze starą synagogą. Podczas II wojny światowej hitlerowcy zdewastowali wnętrze świątyni. Po zakończeniu wojny budynek służył jako magazyn budowlany Przedsiębiorstwa Gospodarki Mieszkaniowej. Obecnie znajduje się w stanie ruiny i grozi zawaleniem.

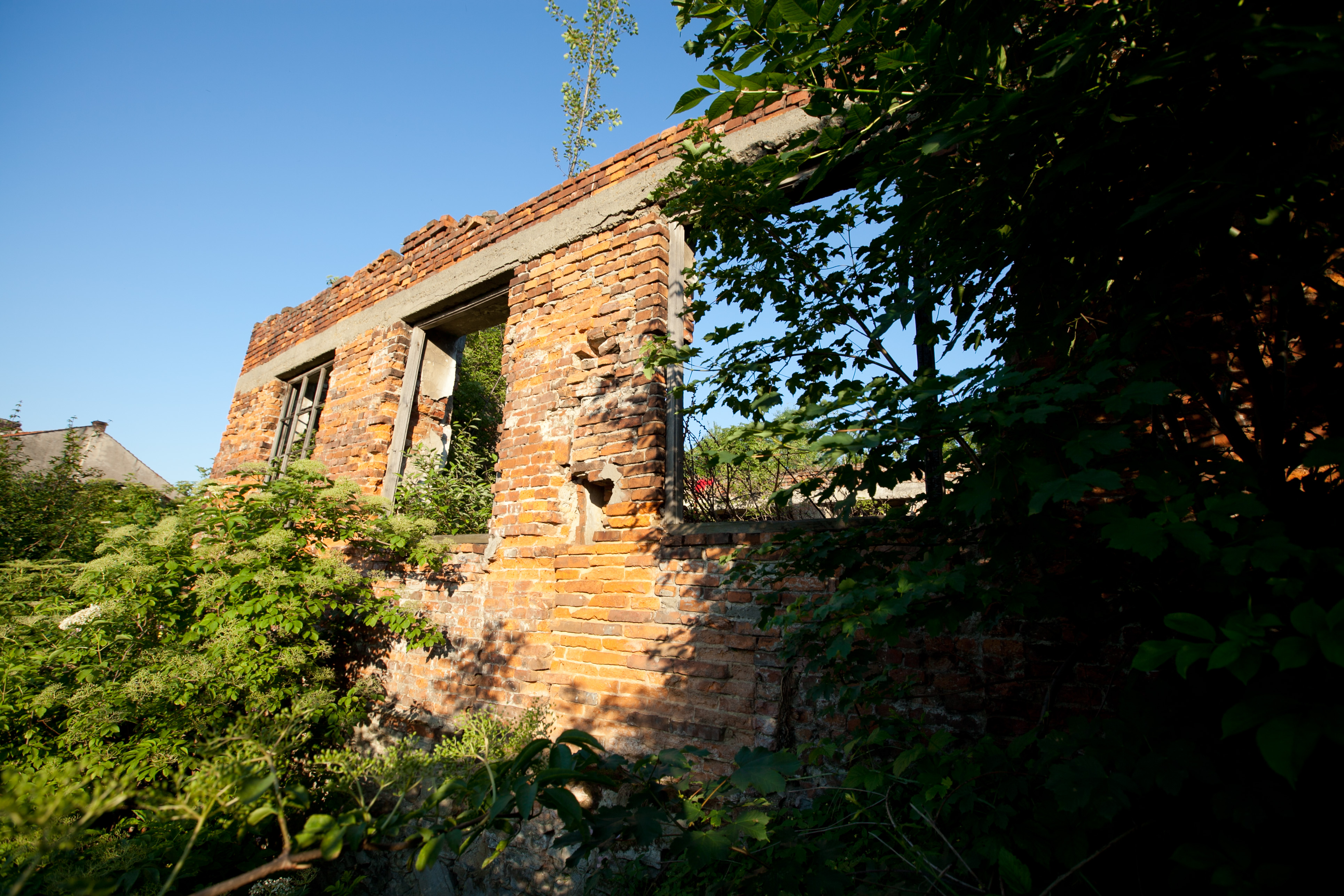
Ruiny modlitewni/chederu, ściana zachodnia, 2012